# Suraua
Suraua ([suʁˈaʊ̯ɐ̯]ⓘ) ist ein Dorf in der Gemeinde Lumnezia, Kanton Graubünden, Schweiz. Es liegt im Val Lumnezia (Lugnez) südwestlich von Ilanz.
Bis Ende 2012 bildete Suraua eine eigene politische Gemeinde. Am 1. Januar 2013 fusionierte sie mit den damaligen Gemeinden Cumbel, Degen, Lumbrein, Morissen, Vella, Vignogn und Vrin zur neuen Gemeinde Lumnezia.

## Geographie

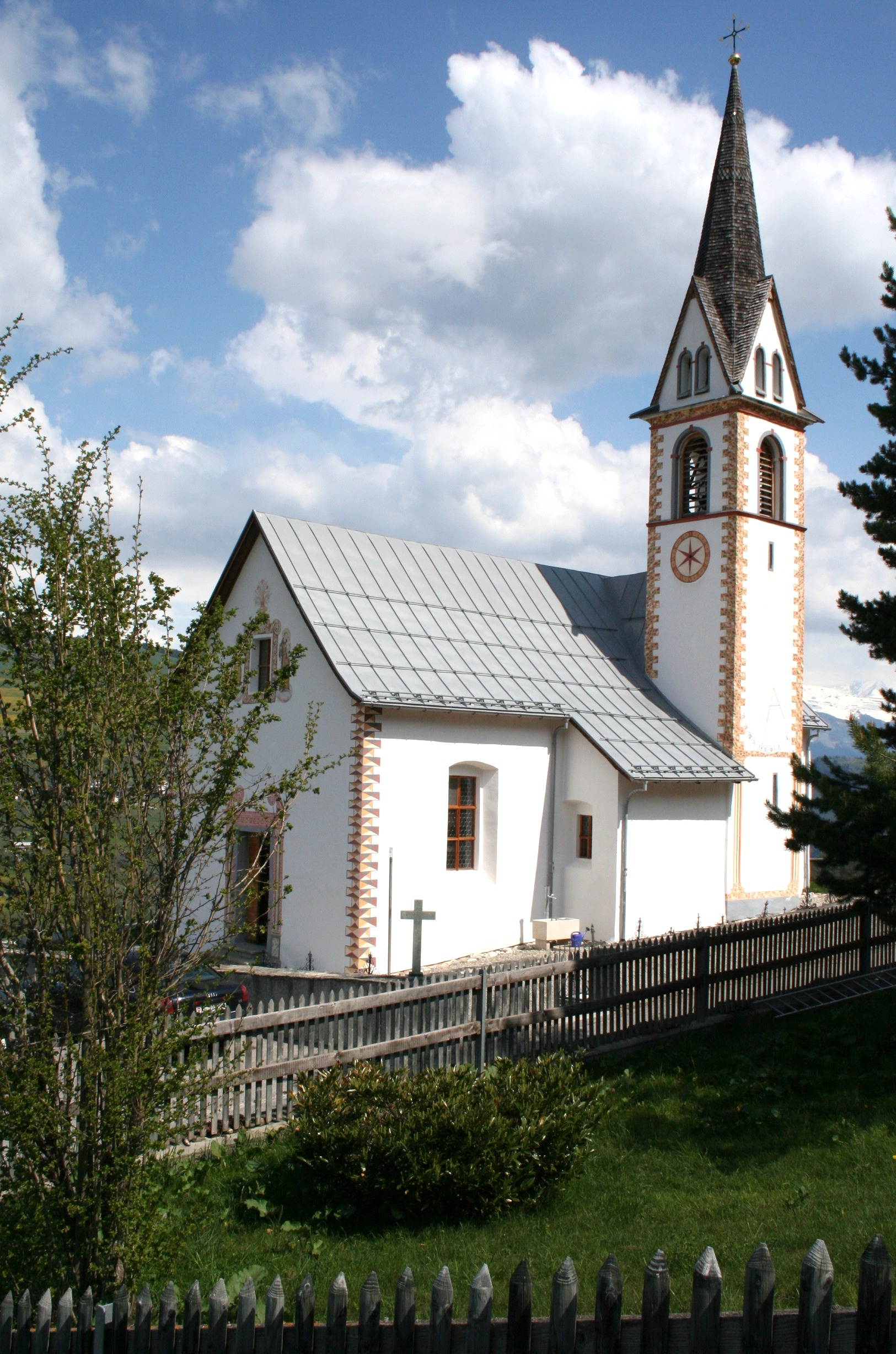
Katholische Pfarrkirche Camuns

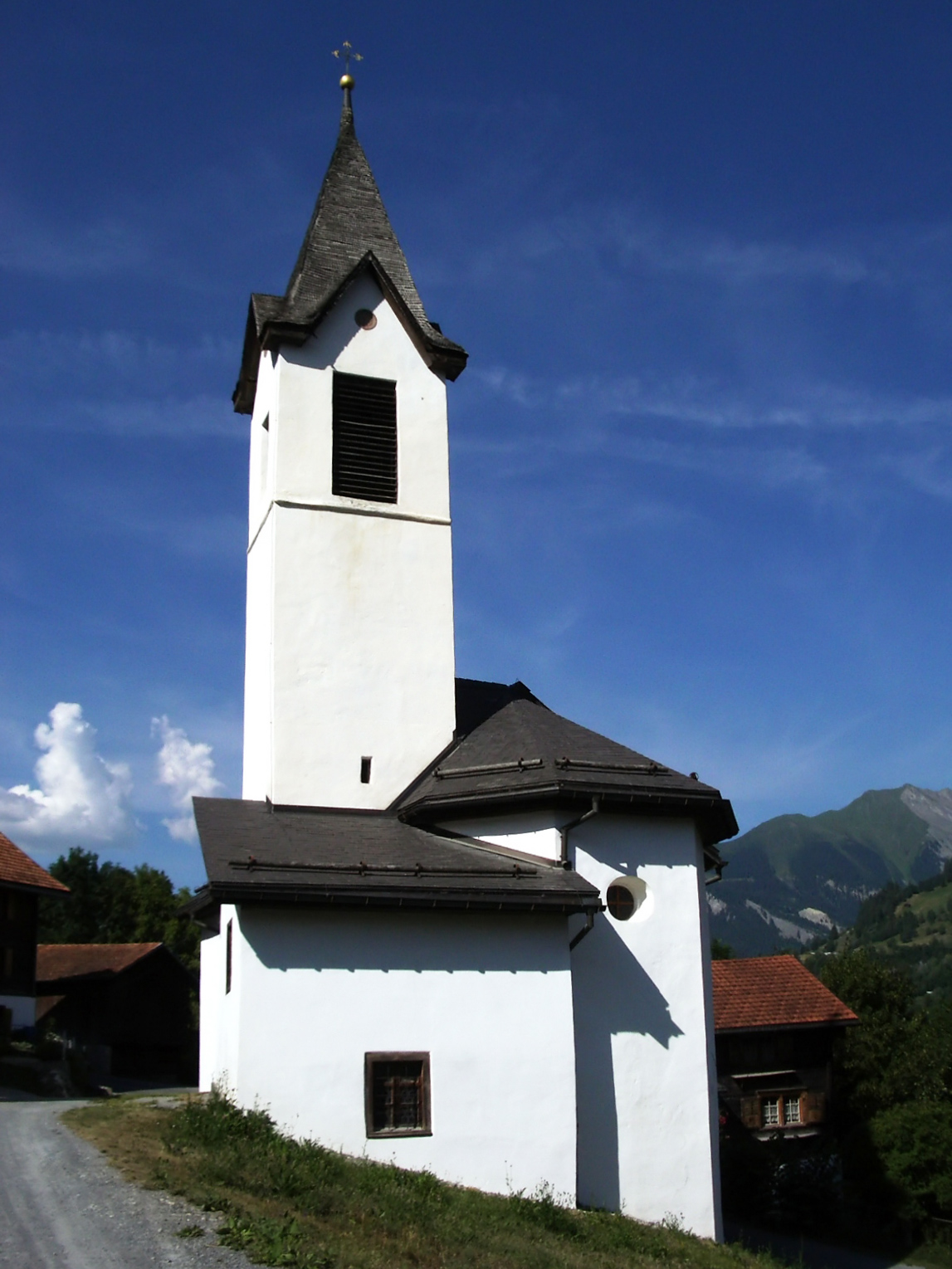
Dorfkirche Peiden

Der Ort liegt in der Surselva und besteht aus historischen Gründen aus den Fraktionen Camuns, Surcasti, Tersnaus und der ehemaligen Fusionsgemeinde Uors-Peiden, welche bereits 1963 aus dem Zusammenschluss von Uors und Peiden entstand und bis 2002 Bestand hatte. Camuns liegt am Nordwestabhang des Pala da Tgiern (2205 m) und besteht aus den Ortsteilen Camuns (1177 m), Sutscheins (1176 m), Masauns (1113 m) und Runs (1171 m). Südwestlich davon liegt Uors (932 m). Dieses war Sitz der einstigen autonomen Gemeindeverwaltung. Südlich von Uors liegt am Eingang zum Valser Tal das Haufendorf Tersnaus (1070 m).  Die nördlichste Ortschaft dieser ehemaligen Kooperationsgemeinde bildete das Dorf Peiden (934 m) linksseitig des Glenners.
Diese ehemaligen, heute fusionierten Bündner Kleingemeinden, im örtlichen Sinne auch Fraktionen genannt, befinden sich im unteren Val Lumnezia im schiefrigen Durchzugsgebiet des Glenners und des Valser Rheins. Auf einer Geländeterrasse am bewaldeten nördlichen Ausläufer des Muttaun (2036 m) und des Wannaspitz (2444 m) befindet sich das Bergdorf Surcasti, das seit 1963 dank einer Betonbogenbrücke ab der Talhauptstrasse Ilanz–Vals leicht erreichbar ist.
Vom gesamten ehemaligen Gemeindegebiet von 2420 ha waren 1206 ha bewaldet und 408 ha Gebirge. 322 der 705 ha landwirtschaftliche Nutzfläche dienten als Maiensässe für die alpine Landwirtschaft. Nur die restlichen 49 ha waren Siedlungsfläche.

## Geschichte
Die frühere Gemeinde Suraua entstand am 1. Januar 2002 aus der Vereinigung der bisherigen Gemeinden Camuns, Surcasti, Tersnaus und Uors-Peiden. Sie ist ihrerseits seit 2013 Teil der durch weitere Fusionen entstandenen neuen Gemeinde Lumnezia.
| - Camuns - Surcasti | - Tersnaus - Uors-Peiden |

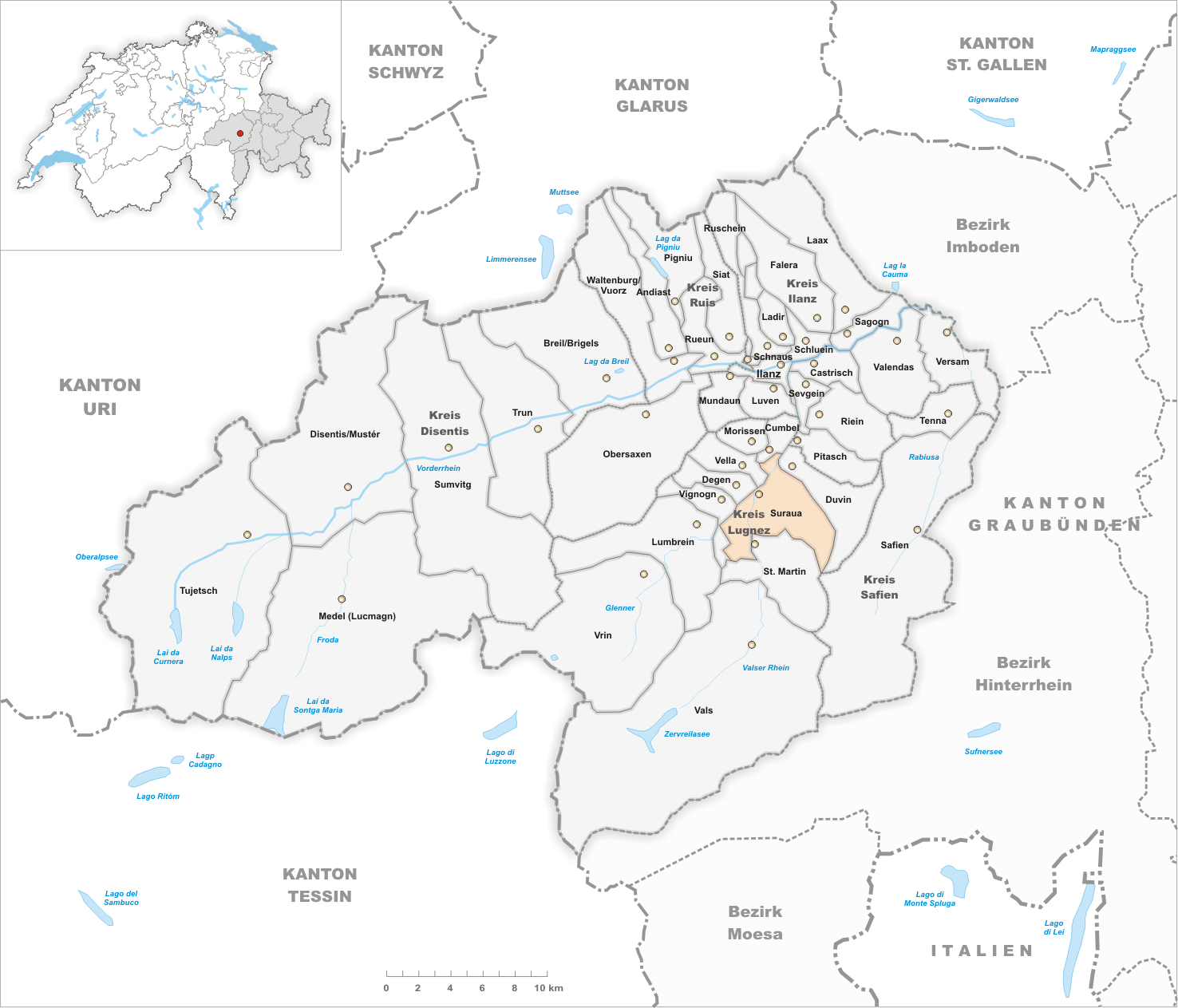
Gemeindestand vor der Fusion am 1. Januar 2013

→ siehe auch Abschnitt Geschichte im Artikel Lumnezia

## Sehenswürdigkeiten

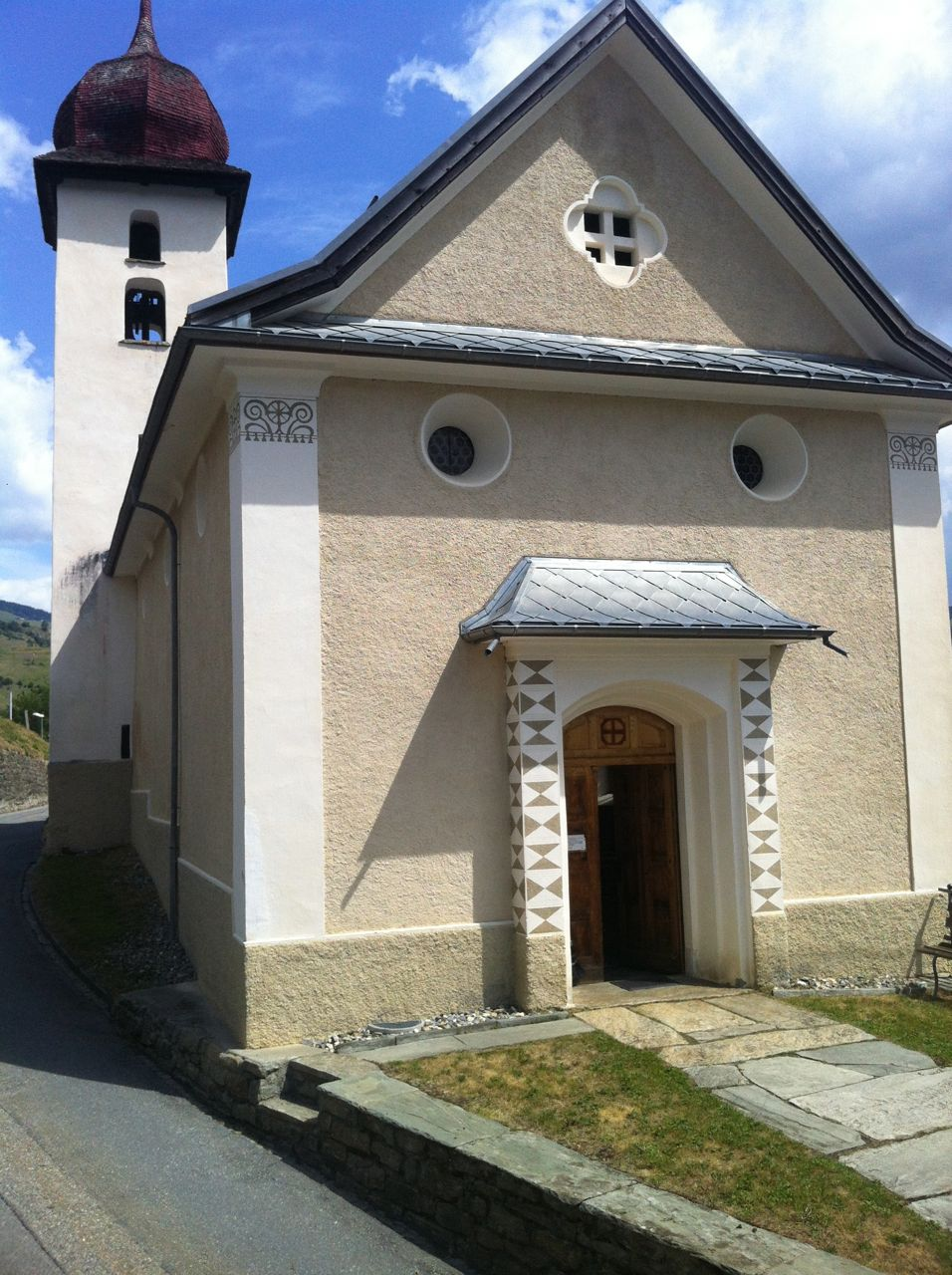
Kirche Surcasti

## Wappen
| Wappen von Suraua | Blasonierung: «In Grün ein blauer, silbern (weiss) bordierter Wellenschrägbalken, überdeckt von einem goldenen vierstrahligen Stern, eingeflochten in einen silbernen Ring» |
| Wappen von Suraua | Die Gestaltung des Wappens dieser ehemaligen Fusionsgemeinde ist aus einem Wettbewerb unter der ehemaligen Gemeindejugend hervorgegangen. Es stellt die geografische Lage der ehemaligen Gemeinde durch den Fluss im grünen Feld (Wald und Weiden) und den Zusammenschluss (Ring) der vier ehemaligen Gemeinden (Stern) zu einem neuen Ganzen dar. |

## Bevölkerung
| Bevölkerungsentwicklung | Bevölkerungsentwicklung | Bevölkerungsentwicklung |
| ----------------------- | ----------------------- | ----------------------- |
| Jahr                    | 2004                    | 2012                    |
| Einwohner               | 291                     | 238                     |

Von den Ende 2004 291 Bewohnern waren 282 (= 97 %) hauptsächlich romanischsprachige Schweizer Staatsangehörige.

## Bilder

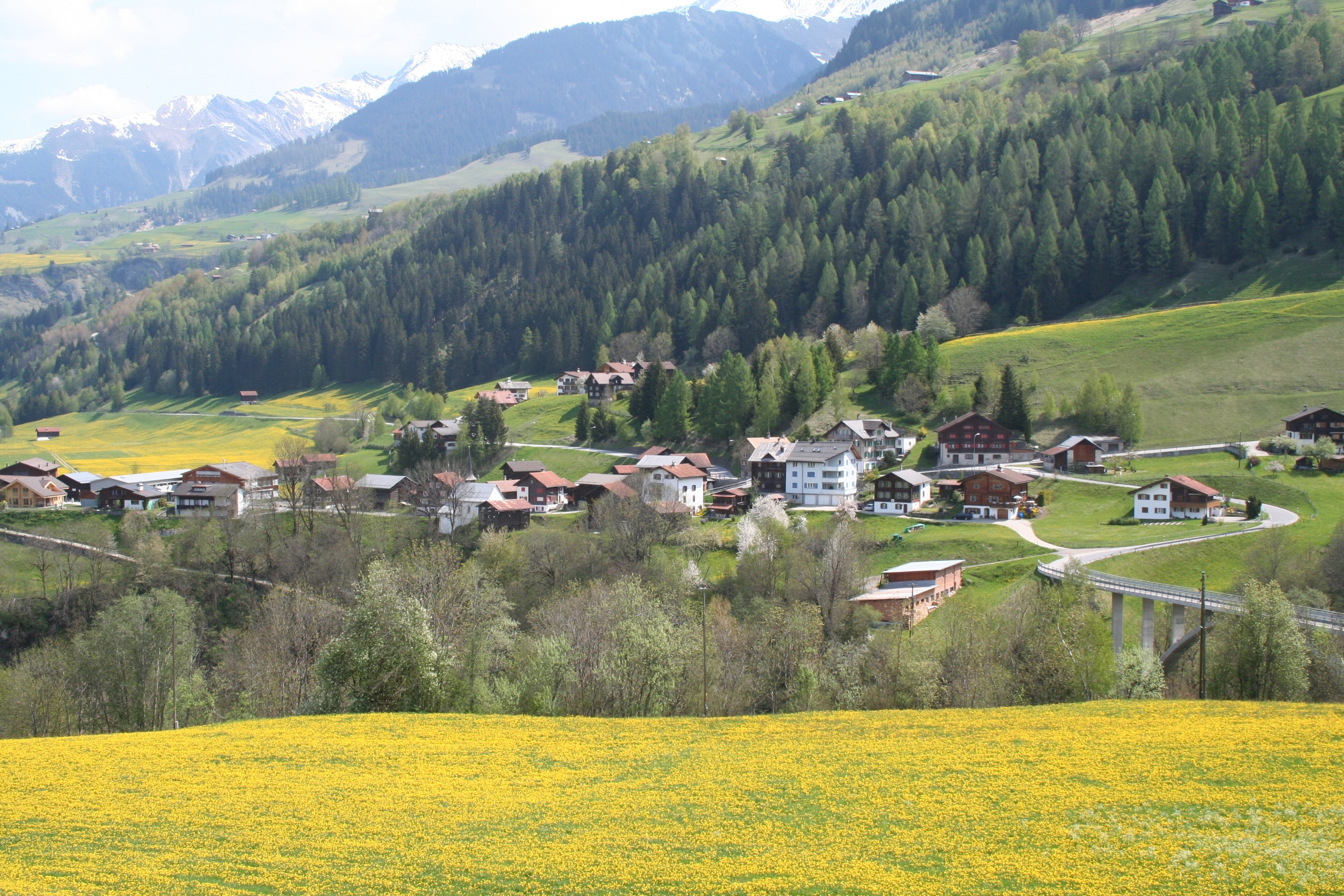
Uors
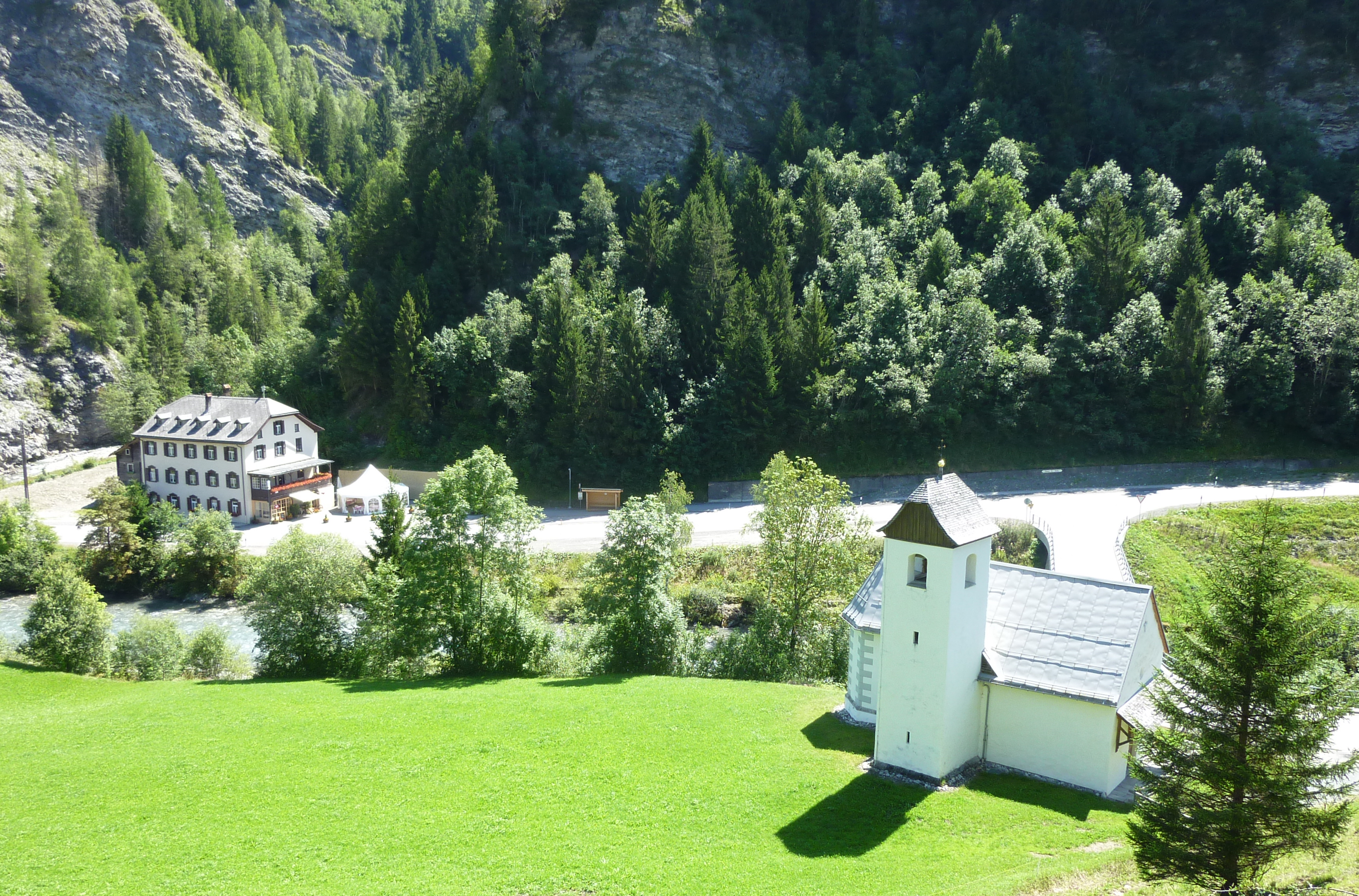
Peiden-Bad
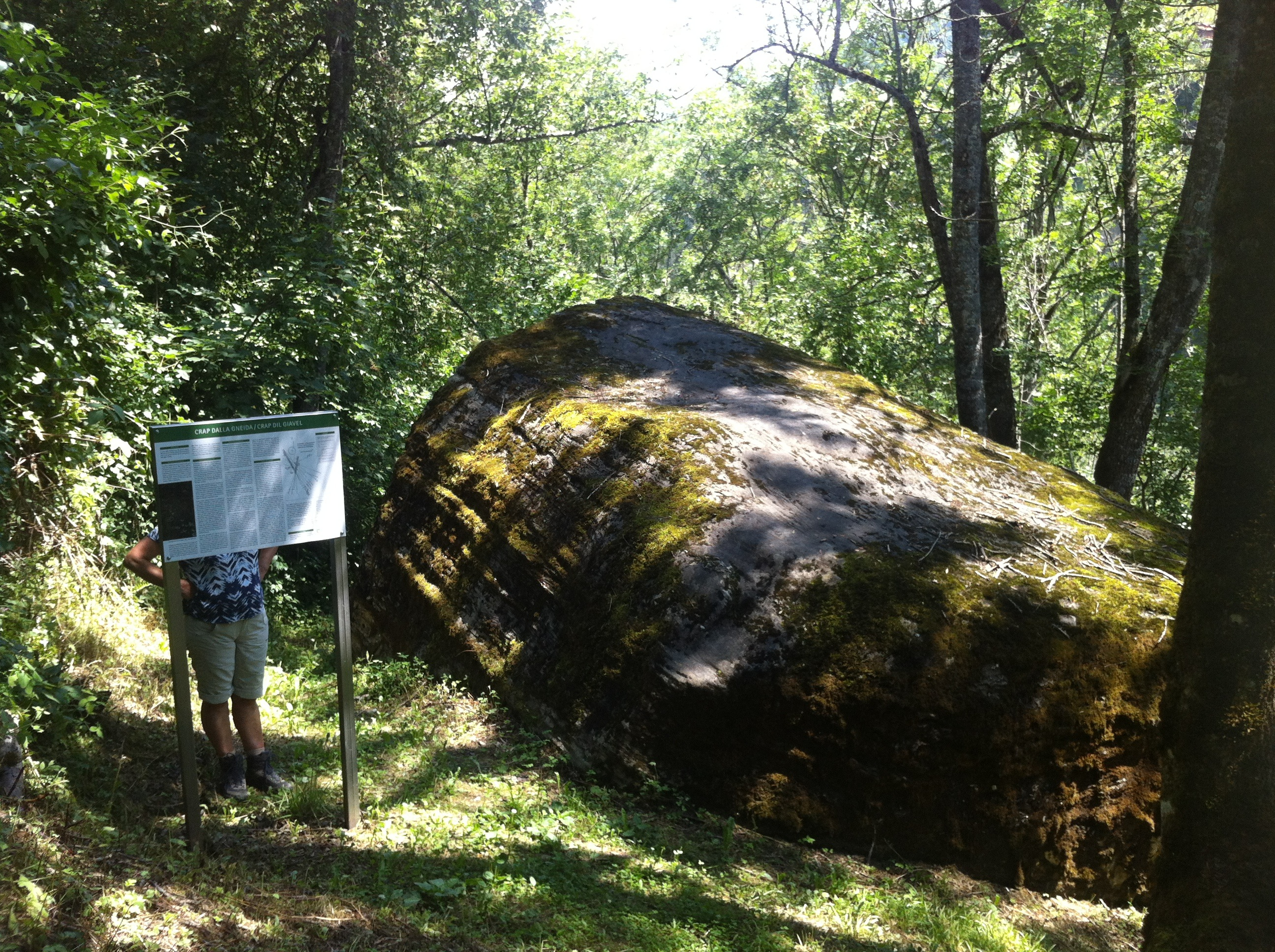
Findling von Surcasti